# Mordet på Jesse James av ynkryggen Robert Ford
Mordet på Jesse James av ynkryggen Robert Ford (engelsk originaltitel: The Assassination of Jesse James by the Coward Robert Ford) är en amerikansk western-dramalångfilm från 2007. Filmen är regisserad av Andrew Dominik med Brad Pitt i rollen som Jesse James och Casey Affleck som Robert Ford. Filmens manus grundar sig på Ron Hansens bok med samma namn från 1983 och visar James och Fords relation.

## Handling
Den våldsamme rånaren Jesse James dödas för prispengarna av en av sina kumpaner, Robert Ford. Han blir berömd på köpet (han uppträder under en tid på teatern där han iscensätter dådet) men samtidigt grundligt avskydd för att han dräpt folkhjälten Jesse James. Till slut dödas Ford av en person som vill hämnas Jesse James död.

## Om filmen
Mordet på Jesse James av ynkryggen Robert Ford var nominerad till två Oscars vid Oscarsgalan 2008: bästa biroll (Casey Affleck) och bästa foto (Roger Deakins).

## Rollista
- Brad Pitt – Jesse James
- Mary-Louise Parker – Zee James
- Brooklynn Proulx – Mary James
- Dustin Bollinger – Tim James
- Casey Affleck – Robert Ford
- Sam Rockwell – Charley Ford
- Jeremy Renner – Wood Hite
- Sam Shepard – Frank James
- Garret Dillahunt – Ed Miller
- Paul Schneider – Dick Liddil
- Michael Parks – Henry Craig
- Ted Levine – Sheriff Timberlake
- Michael Rogers – vittne till Jesses död
- Nick Cave – sångare på saloonen
- Zooey Deschanel – Dorothy Evans